# Jamie Spence
Jamie Spence (ur. 11 lipca 1973 roku) – brytyjski kierowca wyścigowy.

## Kariera
Spence rozpoczął karierę w wyścigach samochodowych w 1992 roku od startów w Brytyjskiej Formule Ford, gdzie zdobył mistrzowski tytuł. W późniejszych latach pojawiał się także w stawce Japońskiej Formuły 3, Brytyjskiej Formuły 3, British Touring Car Championship oraz Euro Open by Nissan.
W World Series by Nissan Brytyjczyk wystartował w czterech wyścigach sezonu 1999 z hiszpańską ekipą Glückmann Racing. Uzbierane 13 punktów dało mu osiemnaste miejsce w końcowej klasyfikacji kierowców.